# Ion Dragalina
Ion Dragalina (Karánsebes, 1860. december 16. – Bukarest, 1916. november 9.) bánsági születésű román katonatiszt, tábornok, aki előbb a Császári és Királyi Hadseregben, majd 1887-től a Román Hadseregben szolgált. Románia 1916-os erdélyi hadjárata során az Orsova melletti harcokban október 12-én súlyosan megsebesült, majd néhány héttel később egy bukaresti kórházban elhunyt.

## Élete
1860-ban született Karánsebesen régi határőr múlttal rendelkező család leszármazottaként. Apja, Alexandru Dragalina is határőrként teljesített itt szolgálatot 1859-ig, ekkor azonban elhagyta a szolgálatot előmenetelének nehézségei miatt. A fiatal Ion általános iskolai tanulmányait szülővárosában végezte, majd apjához hasonlóan a katonai karriert választotta. Előbb a temesvári kadétiskola, majd jó eredményeinek köszönhetően a bécsújhelyi Mária Terézia Katonai Akadémia (Theresianische Militärakademie) hallgatója volt, melyet 1884-ben végzett el.
Az egyetem elvégzését követően visszatért a Bánságba, ahol hamarosan feleségül vette Maria Giurgincăt. Származása apjához hasonlóan jelentős akadályokat görgetett katonai előmenetele szempontjából, ezért 1887-ben elhagyta a Császári és Királyi Hadsereg kötelékét és családjával együtt Romániába költözött. Alhadnagyi rangban a Román Hadsereg tisztje lett.
1908-tól ezredes, ebben a rangban egészen 1911-ig a bukaresti gyalogsági iskola (Şcoala Militară de Infanterie din Bucureşti) parancsnoka. Fontos szerepe volt a román tisztképzésben, érdemei elismeréséül I. Károly román királytól megkapta a Románia Csillaga érdemrend első osztályát.
Az első világháború kitörésekor már tábornoki rangban szolgált és a harmadik katonai körzet parancsnoka lett. 1916-ban a Turnu Severinben állomásozó 1. hadosztály parancsnoka. Részt vett az 1916 augusztusának végén meginduló erdélyi hadjárat részét képező Orsova és  Cserna-menti harcokban. 1916. október 11-től a román 1. hadsereg kinevezett parancsnoka. Október 12-én az első vonalban tett látogatásról visszatérőben gépkocsiját az ellenség tűz alá vette és a tábornok súlyosan megsebesült. A sebesült főtisztet egy tábori kórházban látták el, majd még aznap Târgu Jiuba, végül Craiovába szállították. Itt a tábornok bal karjának amputálásáról döntöttek, azonban a műveleti orvosok nem vállalták a műtéttel járó felelősséget, így a tábornokot október 13-án továbbszállították a bukaresti Királyi palota kórházába. Itt október 16-án sor került a végtag amputálására, de vérmérgezés következtében Ion Dragalina november 9-én a kórházban elhunyt.
A tábornok emlékét számos köztéri alkotás és utcanév őrzi, köztük a temesvári Ion Dragalina tábornok sugárút (korábban a Bégától északra Úri utca, délre Bonnaz utca) és a szintén itt a Béga-csatorna fölött átívelő Ion Dragalina tábornok híd (korábban Horgony híd). A kolozsvári Fellegvári utca is 1920-tól a tábornok nevét viseli. 